# Mike Wofford
Mike Wofford (San Antonio (Texas), 25 februari 1938) is een Amerikaanse jazzpianist en componist.

## Biografie
Wofford groeide op in San Diego (Californië) en had zijn eerste professionele optredens met James Moody in het Lighthouse Cafe in Hermosa Beach en behoorde later tot de bands van Shelly Manne en Shorty Rogers. In de daaropvolgende jaren werkte hij met muzikanten als Zoot Sims, Joe Pass, Barney Kessel, Robert Conti, Harry 'Sweets' Edison, Eddie 'Cleanhead' Vinson en Bud Shank. Vanaf 1979 begeleidde hij de zangeres Sarah Vaughan en trad later op met Benny Carter. In 1989 werkte hij aan All That Jazz, het laatste studioalbum van Ella Fitzgerald, waarmee hij tot 1992 toerde. Ook begeleidde hij zangeres Lorez Alexandria met zijn kwartet. Daarna werd hij lid van de band van Kenny Rankin. Als huispianist van de jazzclubs van Elario en het Horton Grand Hotel in San Diego speelde hij o.a. met Kenny Burrell, Benny Golson, Art Farmer, Charlie Haden, Slide Hampton, Clifford Jordan en Ray Brown. Hij leidt zijn eigen bands en is co-leader van een kwartet met zijn vrouw, de fluitiste Holly Hofmann. In 2000 speelde hij in een trio met Anthony Ortega en Joe LaBarbera (Scattered Clouds).

## Discografie

### Als leader
- 1966: Strawberry Wine met John Doling, John Guerin
- 1967: Sure Thing met Tom Azarello, Monty Budwig, John Guerin, Jim Plank, Andy Simpkins
- 1967: Summer Night met Monty Budwig, John Guerin
- 1976: Scott Joplin: Interpretations '76 met Chuck Domanico, Shelly Manne
- 1978: Afterthoughts, Soloalbum
- 1980: Mike Wofford Trio Plays Jerome Kern met Jim Plank, Andy Simpkins
- 1980: Mike Wofford Quartet Plays Jerome Kern, Vol. 2 met Jim Plank, Andy Simpkins
- 1981: Plays Jerome Kern, Vol. 3 met Jim Plank, Andy Simpkins
- 1987: Funkallero met Sherman Ferguson, Andy Simpkins, Paul Sundford
- 1988: Plays Gerald Wilson: Gerald's Peoplet met Richie Gajate Garcia, Rufus Reid
- 1992: Live at Maybeck Recital Hall, Vol. 18, soloalbum
- 1998: Synergy met Joe LaBarbera, Rob Thorsen
- 2000: Bertram Turetzky/Mike Wofford Transition & Transformation, met George Lewis, Glen Campell, Mary Lindblom, Lorie Kirkell, Kristin Korb
- 2001: Time Cafe met Duncan Moore, Darek Oleszkiewicz
- 2004: Live at Athenaeum Jazz met Victor Lewis, Peter Washington
- 2011: Mike Wofford / Holly Hofmann Quintet: Turn Signal
- 2013: It's Personal, Soloalbum

### Als sideman
Met Elek Bacsik
- 1975: Bird and Dizzy – a Musical Tribute (Flying Dutchman)

Met Kenny Burrell
- 1973: Both Feet on the Ground (Fantasy Records)

Met Gil Fuller
- 1965: Night Flight (Pacific Jazz Records)

Met Richard 'Groove' Holmes
- 1975: Six Million Dollar Man,  (RCA/Flying Dutchman)

Met John Klemmer
- 1971: Constant Throb (Impulse! Records)

Met Shelly Manne
- 1967: Jazz Gunn (Atlantic Records)
- 1967, 1976: Perk Up (Concord Jazz)
- 1967: Daktari (Atlantic)
- 1970: Alive in London (Contemporary Records)
- 1972: Mannekind (Mainstream Records)
- 1977: Essence (Galaxy Records)
- 1977, 1979: French Concert (Galaxy) met Lee Konitz

Met Oliver Nelson
- 1975: Skull Session (Flying Dutchman)
- 1975: Stolen Moments (East Wind Records)

Met Howard Roberts
- 1971: Antelope Freeway (Impulse!)
- 1972: Equinox Express Elevator (Impulse!)

Met Sonny Stitt
- 1975: Dumpy Mama (Flying Dutchman)

Met Gerald Wilson
- 1968: California Soul (Pacific Jazz)
- 1981: Lomelin (Discovery)

- Bibsys: 8075459
- Bibliothèque nationale de France: cb139305244 (data)
- Gemeinsame Normdatei: 134559959
- International Standard Name Identifier: 0000 0000 5514 7369
- Library of Congress Control Number: n89665495
- MusicBrainz: 4ac2cd2f-3493-4136-8e3f-b003baed2b9b
- Nationale Bibliotheek van Israël: 987007319513305171
- Nederlandse Thesaurus van Auteursnamen: 101897804
- Istituto Centrale per il Catalogo Unico: DDSV196469
- SNAC: w68n0tjz
- Système universitaire de documentation: 157336999
- Virtual International Authority File: 59272402
- WorldCat: E39PBJcGhD7P7mxXmbqwPfhrbd